# Nils Gustaf Malmberg

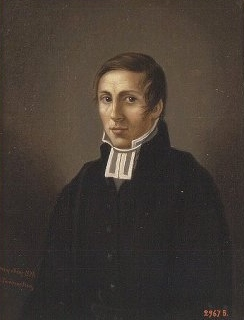
Nils Gustaf Malmberg.

Nils Gustaf (Niilo Kustaa) Malmberg, född 16 februari 1807 i Ylistaro, död 21 september 1858 i Lappo, var en finsk väckelseledare; han verkade som präst i Kalajoki, Nivala och Lappo. Han var far till Wilhelmi Malmivaara. 
År 1834 träffade Malmberg Paavo Ruotsalainen, och deras vänskapsrelationen lade grunden till väckelsens förutsättning i Savolax och Österbotten. Malmberg, som var en strålande väckelsepredikant, fick till stånd en stark väckelse, varefter det kyrkliga livet kring Lappo och grannsocknarna började upplivas. På 1840-talet uppstod splittringstendenser, och 1852 avskiljdes en del väckelsefolk från Malmberg. Han behöll sin anhängarskara fram till sin död.